# Форесто (Верчели)
Форесто је насеље у Италији у округу Верчели, региону Пијемонт.
Према процени из 2011. у насељу је живело 158 становника. Насеље се налази на надморској висини од 561 м.